# Хвостатка крушиновая
Хвостатка крушиновая, или хвостатка латинор (Satyrium (Nordmannia) latior), — дневная бабочка из семейства голубянок.

## Описание
Длина переднего крыла самцов 17—20 мм, самок 16—22 мм. Верхняя сторона крыльев самца и самки тёмно-бурая. В окраске самца и самки сверху отсутствует оранжевая окраска. Андрокониальное пятно на передних крыльях самцов чёткое и хорошо различимое. Задние крылья у обоих полов с короткими хвостиками. Испод крыльев желтовато-бежевый с чёткой белой поперечной полоской.

## Ареал
Обитает в Забайкалье (юг Бурятии и Читинской области), на юге Дальнего Востока (юг Хабаровского края и Приморский край), за пределами России — в Корее и в Северном Китае.

## Биология
Бабочки населяют широколиственные леса, а также вторичные сухие луга. Время лёта наблюдается в начале июля — конце августа. Бабочки преимущественно держатся высоко в кронах деревьев. Самки откладывают яйца по одной штуке на ветви кормовых растений. В большинстве случаев яйца откладываются рядом с почками. Молодые гусеницы питаются бутонами и цветками. Гусеницы старших возрастов едят листья.
На юге Дальнего Востока кормовыми растениями гусениц служат крушины (Rhamnus davurica и Rhamnus ussuriensis), а в Забайкалье — абрикос (Armeniaca sibirica) и, возможно, яблоня (Malus pallasiana). Гусеница светло-зелёная, вдоль спины имеются две не чёткие желтоватых линии, а по бокам в верхней части каждого сегмента иедва заметные желтоватые косые линии. Также проходит желтоватая полоса, идущая вдоль дыхалец. Голова тёмно-коричневого цвета. Окукливается на земле в подстилке. Куколка светло-коричневого цвета. Развивается куколка около 10 суток.